# Lijst van nummer 1-hits in de Radio 2 Top 30 in 2020
Deze hits stonden in 2020 op nummer 1 in de Vlaamse Radio 2 Top 30.
| Nummer | Datum        | Artiest                        | Titel                   |
| ------ | ------------ | ------------------------------ | ----------------------- |
| 771    | 4 januari    | Tones and I                    | Dance Monkey            |
|        | 11 januari   | Tones and I                    | Dance Monkey            |
| 774    | 18 januari   | Billie Eilish                  | Everything I Wanted     |
|        | 25 januari   | Billie Eilish                  | Everything I Wanted     |
|        | 1 februari   | Billie Eilish                  | Everything I Wanted     |
|        | 8 februari   | Billie Eilish                  | Everything I Wanted     |
|        | 15 februari  | Billie Eilish                  | Everything I Wanted     |
| 775    | 22 februari  | Lewis Capaldi                  | Before You Go           |
|        | 29 februari  | Lewis Capaldi                  | Before You Go           |
| 776    | 7 maart      | Snelle                         | Smoorverliefd           |
|        | 14 maart     | Snelle                         | Smoorverliefd           |
| 775    | 21 maart     | Lewis Capaldi                  | Before You Go           |
| 777    | 28 maart     | Regi feat. Jake Reese & OT     | Kom wat dichterbij      |
| 778    | 4 april      | The Weeknd                     | Blinding Lights         |
|        | 11 april     | The Weeknd                     | Blinding Lights         |
| 777    | 18 april     | Regi feat. Jake Reese & OT     | Kom wat dichterbij      |
|        | 25 april     | Regi feat. Jake Reese & OT     | Kom wat dichterbij      |
|        | 2 mei        | Regi feat. Jake Reese & OT     | Kom wat dichterbij      |
|        | 9 mei        | Regi feat. Jake Reese & OT     | Kom wat dichterbij      |
|        | 16 mei       | Regi feat. Jake Reese & OT     | Kom wat dichterbij      |
|        | 23 mei       | Regi feat. Jake Reese & OT     | Kom wat dichterbij      |
|        | 30 mei       | Regi feat. Jake Reese & OT     | Kom wat dichterbij      |
|        | 6 juni       | Regi feat. Jake Reese & OT     | Kom wat dichterbij      |
|        | 13 juni      | Regi feat. Jake Reese & OT     | Kom wat dichterbij      |
|        | 20 juni      | Regi feat. Jake Reese & OT     | Kom wat dichterbij      |
|        | 27 juni      | Regi feat. Jake Reese & OT     | Kom wat dichterbij      |
|        | 4 juli       | Regi feat. Jake Reese & OT     | Kom wat dichterbij      |
|        | 11 juli      | Regi feat. Jake Reese & OT     | Kom wat dichterbij      |
|        | 18 juli      | Regi feat. Jake Reese & OT     | Kom wat dichterbij      |
|        | 25 juli      | Regi feat. Jake Reese & OT     | Kom wat dichterbij      |
|        | 1 augustus   | Regi feat. Jake Reese & OT     | Kom wat dichterbij      |
| 779    | 8 augustus   | Harry Styles                   | Watermelon Sugar        |
|        | 15 augustus  | Harry Styles                   | Watermelon Sugar        |
| 777    | 22 augustus  | Regi feat. Jake Reese & OT     | Kom wat dichterbij      |
|        | 29 augustus  | Regi feat. Jake Reese & OT     | Kom wat dichterbij      |
|        | 5 september  | Regi feat. Jake Reese & OT     | Kom wat dichterbij      |
| 780    | 12 september | Master KG & Nomcebo            | Jerusalema              |
|        | 19 september | Master KG & Nomcebo            | Jerusalema              |
|        | 26 september | Master KG & Nomcebo            | Jerusalema              |
|        | 3 oktober    | Master KG & Nomcebo            | Jerusalema              |
| 781    | 10 oktober   | Regi & Camille                 | Vergeet de tijd         |
|        | 17 oktober   | Regi & Camille                 | Vergeet de tijd         |
|        | 24 oktober   | Regi & Camille                 | Vergeet de tijd         |
|        | 31 oktober   | Regi & Camille                 | Vergeet de tijd         |
|        | 7 november   | Regi & Camille                 | Vergeet de tijd         |
| 782    | 14 november  | Jaap Reesema & Pommelien Thijs | Nu wij niet meer praten |
|        | 21 november  | Jaap Reesema & Pommelien Thijs | Nu wij niet meer praten |
|        | 28 november  | Jaap Reesema & Pommelien Thijs | Nu wij niet meer praten |
|        | 5 december   | Jaap Reesema & Pommelien Thijs | Nu wij niet meer praten |
|        | 12 december  | Jaap Reesema & Pommelien Thijs | Nu wij niet meer praten |
| 783    | 19 december  | Dua Lipa & Angèle              | Fever                   |
|        | 26 december  | Dua Lipa & Angèle              | Fever                   |